# Auritella chamaecephala
Auritella chamaecephala är en svampart som beskrevs av Matheny, O.K. Mill. & Bougher ex Matheny & Bougher 2006. Auritella chamaecephala ingår i släktet Auritella och familjen Inocybaceae.   Inga underarter finns listade i Catalogue of Life.